# Jean Cavaillès
Jean Cavaillès (Saint-Maixent-l'École, Deux-Sèvres, 15 de mayo de 1903 - Arrás, 17 de febrero de 1944) fue un matemático y filósofo de las matemáticas francés. También fue un héroe de la resistencia francesa durante la Segunda Guerra Mundial, cofundador de la red sur de Liberación. Murió fusilado por los nazis en 1944.

## Biografía
Era hijo de Ernesto Cavaillès, teniente coronel. Fue educado por su tío y padrino, Enrique Cavaillès (1870-1951), que era profesor de geografía en la Universidad de Burdeos. Entró en la Escuela Normal Superior en 1923. Se licenció en matemáticas y en filosofía, y fue profesor agregado de esta disciplina desde 1927. 
En 1929 participó como oyente en el famoso debate de Davos, entre otros intelectuales franceses y alemanes (Cassirer, Heidegger). Estuvo a menudo en Alemania, concretamente en (Berlín, Hamburgo, Gotinga, Tubinga o Múnich. Ahí pudo observar el ascenso al poder del partido nazi, además de obtener una buena formación académica.
Trabajó en la teoría de conjuntos, que le fue útil para su tesis en filosofía de las matemáticas. Estudió a Richard Dedekind y Georg Cantor, cuya correspondencia editará. En 1931, visitó a Edmund Husserl y escuchó a Martin Heidegger. En Altona, en 1936, conoció a los opositores al régimen hitleriano.
En 1937, en la Sorbona defendió dos tesis doctorales: Méthode axiomatique et formalisme y Remarques sur la formation de la théorie abstraite des ensembles, dirigidas ambas por Léon Brunschvicg. De este modo, quedó inscrito entre los grandes lógicos franceses, como Louis Couturat o Jacques Herbrand. Fue profesor universitario de lógica y de filosofía en Estrasburgo y en 1941 de la Sorbona.
Durante la Segunda Guerra Mundial, ante la invasión alemana de Francia, formó parte de Resistencia francesa, como cofundador de la red Sur de liberación, que posteriormente se uniría a la norte, al estar él en París. Fue detenido en 1942 pero escapó y contactó con Charles de Gaulle en Londres en febrero de 1943; en ese mismo mes, voló a Francia, pero fue denunciado y el 28 de agosto de 1943, nuevamente detenido. Fue fusilado en la ciudadela de Arrás el 17 de febrero de 1944, siendo depositado en una fosa común junto con otras once personas. 
Tras la Liberación de Francia, los cuerpos fueron exhumados y enterrados en el cementerio de Arrás, cada uno bajo una cruz de madera, al no ser identificado en ese momento tenía la inscripción “Desconocido nº 5”. El 25 de junio de 1945, su hermana lo reconoce gracias a las descripciones registradas durante la exhumación y a su cartera de cuero verde pero ennegrecida que contiene las fotografías borradas de sus padres. Su cuerpo y de las otras once personas fueron transferidos y enterrados definitivamente el 8 de junio de 1946 en la cripta de la Capilla de la Sorbona, reposando cada uno bajo una pesada losa de mármol rosa moteado.  
Es un héroe reconocido: su hermana, Gabriela Ferrières (1900-2001), también parte de la resistencia, escribió su biografía. Su cuñado, Marcelo Ferrières (1897-1977), detenido con él, fue deportado a Buchenwald.

## Obra
- Briefwechsel Cantor-Dedekind, ed. por E. Noether y J. Cavaillès, París, Hermann, 1937.
- Méthode axiomatique et formalisme, París, Hermann, 1938.
- Remarques sur la formation de la théorie abstraite des ensembles, París, Hermann, 1938.
- Essais philosophiques, París, Hermann, 1939.
- «Du collectif au pari», Revue de métaphysique et de morale, XLVII, 1940, pp. 139-163.
- «La pensée mathématique», discusión con Albert Lautman (4-2-1939), Bulletin de la Société française de philosophie, t. XL, 1946.
- Transfini et continu, París, Hermann, 1947.
- Sur la Logique et la théorie de la science, París, PUF, 1947.
- Œuvres complètes de philosophie des sciences, París, Hermann, 1994.
- Libération: organe des Français libres, semanario, París, 1940-1944.